# Skovhøns (urfugle)
 For alternative betydninger, se Skovhøns. (Se også artikler, som begynder med Skovhøns)
Skovhøns (Tetraonini), også kaldet urfugle eller årfugle er en gruppe af hønsefugle i fasanfamilien, der hører hjemme i den nordlige tempererede nåleskovszone i Nordamerika, Europa og det nordlige Asien.
Urfugle er mellemstore eller store hønsefugle, der findes i skove, på tundra, i moser, på heder samt i fjelde. De lever på jorden af planteføde og har korte og afrundede vinger. Mellemfoden (tarsen) er fjerklædt og nogle arter har også fjerklædte tæer. I Danmark var urfuglen den eneste repræsentant for denne gruppe indtil den blev erklæret uddød i 2001. Formen urfugl er i øvrigt en omdannelse af det oprindelige årfugl.
Gruppen blev tidligere regnet for en selvstændig familie (Tetraonidae) indenfor hønsefuglenes orden, men regnes nu for en underfamilie (Tetraoninae) eller tribus i fasanfamilien. Den består af ni slægter med i alt 19 arter.

## Arter
Eksempler på arter er:
- Dalrype (Lagopus lagopus)
- Fjeldrype (Lagopus muta)
- Hjerpe (Tetrastes bonasia)
- Tjur (Tetrao urogallus)
- Urfugl (Lyrurus tetrix)